# STS 60
STS 60 es el nombre de catálogo de un molde craneal natural, asociado con TM 1511 que es el maxilar y parte del cráneo del mismo individuo, un Australopithecus africanus. Fue encontrado, en 1936, por G. W. Barlow en la cueva Sterkfontein de Sudáfrica y publicado en el mismo año por R. Broom. Se le atribuye una antigüedad de 2,04 a 3,03 Ma.

## Descripción
STS 60 y TM 1511 fueron el primer hallazgo de un afarensis adulto, en este caso de un ejemplar grácil de la especie, al que se le ha estimado una capacidad craneal de 400 cm³.